# 판텔리스 카라세브다스

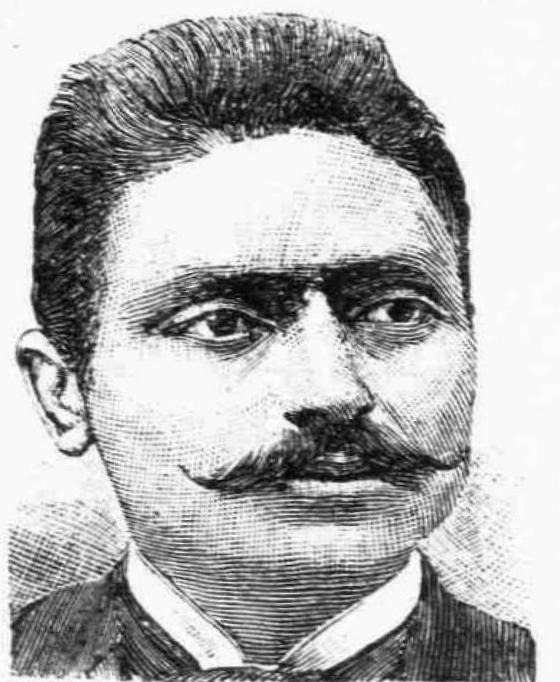

판텔리스 카라세브다스(그리스어: Παντελής Καρασεβδάς, 1877년~1946년)는 그리스의 사격 선수이다. 그는 아테네에서 열린 1896년 하계 올림픽에 참가했다.
카라세브다스는 군사소총 종목에서 경기를 지배했다. 40번의 사격을 모두 명중시켰다. 1차시기 때 480점을 쐈으며 총 2350점으로 우승을 차지했다.
그는 자유소총 종목에도 참가했으며 1039점으로 5위를 차지했다. 군사권총 종목에서는 2차사격 후에 포기했다.